# Mérida Open 2023
Il Mérida Open 2023 è stato un torneo femminile di tennis giocato sul cemento. È stata la 1ª edizione del torneo, facente parte della categoria WTA 250 nell'ambito del WTA Tour 2023. Si è giocato al Yucatán Country Club di Mérida in Messico dal 20 al 26 febbraio 2023, in sostituzione all'Abierto Zapopan.

## Partecipanti al singolare

### Teste di serie
| Nazionalità | Giocatrice             | Ranking* | Testa di serie |
| ----------- | ---------------------- | -------- | -------------- |
| Polonia     | Magda Linette          | 21       | 1              |
| Stati Uniti | Sloane Stephens        | 40       | 2              |
| Cina        | Zhu Lin                | 41       | 3              |
| Rep. Ceca   | Kateřina Siniaková     | 47       | 4              |
| Stati Uniti | Alycia Parks           | 51       | 5              |
| Egitto      | Mayar Sherif           | 53       | 6              |
| Italia      | Elisabetta Cocciaretto | 54       | 7              |
| Stati Uniti | Alison Riske-Amritraj  | 58       | 8              |

* Ranking al 13 febbraio 2023.

### Altre partecipanti
Le seguenti giocatrici hanno ricevuto una wild card per il tabellone principale:
- Fernanda Contreras Gómez
- Katie Volynets
- Simona Waltert

La seguente giocatrice è entrata in tabellone con il ranking protetto:
- Nadia Podoroska

Le seguenti giocatrici sono passate dalle qualificazioni:

- Elina Avanesjan
- Kimberly Birrell
- Léolia Jeanjean
- Ana Konjuh
- Rebecca Peterson
- Lesja Curenko

La seguente giocatrice è subentrata in tabellone come lucky loser:
- Varvara Gračëva

### Ritiri
Prima del torneo
- Kateryna Baindl → sostituita da  Varvara Gračëva
- Dalma Gálfi → sostituita da  Ysaline Bonaventure
- Donna Vekić → sostituita da  Panna Udvardy

## Partecipanti al doppio

### Teste di serie
| Nazione     | Giocatrice        | Nazione     | Giocatrice         | Rank1 | Seed |
| ----------- | ----------------- | ----------- | ------------------ | ----- | ---- |
| Regno Unito | Alicia Barnett    | Regno Unito | Olivia Nicholls    | 129   | 1    |
| Stati Uniti | Kaitlyn Christian | Stati Uniti | Sabrina Santamaria | 134   | 2    |
| Rep. Ceca   | Anastasia Dețiuc  | Giappone    | Eri Hozumi         | 136   | 3    |
| Cina        | Han Xinyun        |             | Lidzija Marozava   | 137   | 4    |

* Ranking al 13 febbraio 2023.

### Altre partecipanti
La seguente coppia di giocatrici ha ricevuto una wild card per il tabellone principale:
- Estelle Cascino /  Jesika Malečková
- Despoina Papamichaīl /  Simona Waltert

## Campionesse

### Singolare
Camila Giorgi ha sconfitto in finale  Rebecca Peterson con il punteggio di 7–6(3), 1–6, 6–2.
- É il quarto titolo in carriera per Giorgi, il primo della stagione.

### Doppio
Caty McNally /  Diane Parry hanno sconfitto in finale  Wang Xinyu /  Wu Fang-hsien con il punteggio di 6-0, 7-5.